# Boulengerula niedeni
Boulengerula niedeni är en groddjursart som beskrevs av Müller, Measey, Loader och Patrick K. Malonza 2005. Boulengerula niedeni ingår i släktet Boulengerula och familjen Caeciliidae. IUCN kategoriserar arten globalt som akut hotad. Inga underarter finns listade.